# Friends (musikgrupp)
Friends var ett svenskt dansband som bildades i Myråsen utanför Skara 1999 av dåvarande skivbolagsdirektören Bert Karlsson.
Friends skapades genom en dokusåpa, Friends på turné, som sändes i TV4 under andra halvan av Musikåret 1999. Av 600 sökande valdes Nina Inhammar, Paula Pennsäter, Kristian Hermanson, Stefan Brunzell, Tony Haglund, Marko Siila (Paula och Marko ersattes av Kim Kärnfalk och Peter Strandberg) ut för att bilda ett dansband som efter bara en veckas repeterande skulle premiärspela inför publik på Mossbrotts festplats. Gruppens ursprungliga sångerskor var Nina Inhammar och Paula Pennsäter. Senare under 1999 erbjöds Pennsäter att efterträda Charlotte Nilsson i Wizex, ett annat av Bert Karlssons dansband. Kim Kärnfalk erbjöds då att efterträda Pennsäter i Friends.
Bert Karlsson har senare erkänt att det, i samråd med TV-producenterna, redan från början var planerat att en av medlemmarna skulle bytas ut för att skapa handling i TV-serien.[källa behövs]
Friends deltog i Melodifestivalen 2000 med "När jag tänker på i morgon" som hamnade på en delad andra plats och året därpå i Melodifestivalen 2001 med sången "Lyssna till ditt hjärta", som vann. Gruppen fick därmed representera Sverige i Eurovision Song Contest 2001 från Parken i Köpenhamn, Danmark, där Sverige slutade på en femte plats. För tredje året i rad deltog Friends i Melodifestivalen 2002, denna gång med låten "The one that you need" som gav gruppen dess sämsta placering med en åttondeplats i resultatlistan.
Gruppen splittrades på obestämd tid vid årsskiftet 2002–2003. Inhammar och Kärnfalk gick då vidare som en duo vid namn Nina & Kim.

## Diskografi

### Album
- Friends på turné — 1999
- Blickar som tänder — 2000 (återutgivet 2001 som Lyssna till ditt hjärta)
- Listen to your heartbeat — 2001
- Dance With Me — 2002
- Best of Friends — 2003

### Singlar
- Vi behöver varann / Hennes ögon — 1999
- Vad jag än säger dig / Friends — 2000
- När jag tänker på imorgon / När jag tänker på imorgon (singback) — 2000
- Holiday / Nu väntar världen här utanför — 2000
- Listen to your heartbeat (P3 radio version) / Lyssna till ditt hjärta (swedish original) / Listen to your heartbeat (english original) / Lyssna till ditt hjärta/Listen to your heartbeat (instrumental version) — 2001
- Aldrig igen (original swedish version) / The one that you need (original english version) / The one that you need (beat bangers clubbers guide mix) / The one that you need (beat bangers radio clearence mix) — 2002
- In the heat of the night / Vår kärlek är het — 2002

## Medlemmar
- Stefan Brunzell
- Tony Haglund
- Kristian Hermanson
- Nina Inhammar
- Kim Kärnfalk (kom med i bandet när Paula Pennsäter hoppade av och gick med i Wizex)
- Peter Strandberg började när Marko Siila hoppade av.

## Melodier på Svensktoppen
- Vi behöver varann - 1999
- Friends - 2000
- När jag tänker på i morgon - 2000
- Holiday - 2000
- Vad pojkar gör om natten - 2000
- Blickar som tänder - 2001
- Lyssna till ditt hjärta - 2001
- När musiken tar slut - 2001
- Aldrig igen - 2002
- In the heat of the night - 2003

### Missade listan
- Dance With Me - 2002
- Öppna dina ögon - 2002